# Penězokazi
Penězokazi (1925, Les Faux-monnayeurs) je román francouzského spisovatele Andrého Gida, nositele Nobelovy ceny za literaturu za rok 1947.
V románu autor zachycuje formou, která v mnohém předznamenává estetiku dnešního „nového románu“, pařížské prostředí měšťanských vrstev před první světovou válkou. Je to prostředí s konvenčními manželskými svazky a s uvolněnými vztahy mezi rodiči a dětmi, prostředí, v němž se mladí ve snaze být vůbec něčím zainteresováni upnou k pochybným životním individuím, k lidem, kteří šíří falešné peníze a žijí i falešnými životními hodnotami, snadno dosažitelnou materiální zabezpečeností, zvrácenými sexuálními vztahy a pohodlností ducha, což je semeništěm neřesti, přetvářky, klamu, zkřivené výchovy mladých, zneužívání vlivu a mravního cynismu dohánějícího jednoho z hrdinů k nemotivované sebevraždě jako důkazu statečnosti a pevné vůle.
Kniha autora proslavila i svou formální stránkou (román v románu, deníkové záznamy, prolínající se vyprávění týchž dějů různě zkreslená subjektivními pohledy, kdy se témata objevují, ztrácejí se a znovu se vynořují) směřující k tomu, aby různou optikou bylo vyjádřeno napětí mezi realitou a jejím uměleckým zachycením, podtržena neurčitost vztahů, soudů a pohnutek a nedořešenost příběhů postav, těžce hledajících smysl života. Především v románu chybějí autorské popisy jednajících postav. Podle Gidova záměru se mají postavy představit čtenáři samy svými činy, jejich zdůvodňováním i vlastním jejich vyprávěním. Pro tuto kompozici, techniku a řešení postupu románu je zdrojem poučení autorova esej Deník Penězokazů (Le Journal des Faux-Monnayeurs) z roku 1926.

## Česká vydání
Česky vyšel román prozatím dvakrát, vždy v překladu Josefa Heyduka:
- Penězokazi, Družstevní práce, Praha 1932,
- Penězokazi, Deník penězokazů, Odeon, Praha 1968.